# Madelaine Bavent
Madelaine Bavent (antes del 17 de noviembre de 1602-1652) fue una monja supuestamente poseída y una de las figuras centrales de las conocidas como posesiones de Louviers.

## Biografía
Bautizada en Ruan el 17 de noviembre de 1602, se supone que su nacimiento tuvo lugar días antes. Huérfana a la edad de 9 años, fue acogida por su tío Léon Sadoc, una persona importante en la ciudad, quien la colocó como aprendiz de una trabajadora de lino. Gracias a este empleo conoció a Bontemps, un monje cordelier que acabaría siendo expulsado de su orden debido a su mala reputación. En 1623, con 21 años, ingresó como novicia en el recientemente fundado Convento de Saint-Louis-Sainte-Élisabeth, convirtiéndose hacia 1628 en tourière (monja que atiende el torno giratorio de un convento, gracias al cual se mantiene la comunicación con el mundo exterior). Recibió una enseñanza un tanto extraña por parte del director del lugar, Pierre David, quien era adamita y proclamaba continuamente la necesidad de «hacer morir el pecado por el pecado, volver a la inocencia y asemejarnos a nuestros primeros padres, que fueron sin ninguna vergüenza de su desnudez…». David murió durante su regreso de un viaje a París, siendo sucedido por Mathurin Le Picard, quien continuó las prácticas de su predecesor.
Tras la muerte de Picard en 1642 se produjo el estallido de las conocidas como posesiones de Louviers; aunque numerosos escritos muestran a Madelaine como una de las principales instigadoras del caso, muchos elementos en torno al mismo resultan confusos. Su confesión, en términos generales, sugiere que en realidad era demasiado ingenua y que se valió de una niña a la que manipuló para hacer estallar el escándalo, justificándose de la siguiente forma: «Si he pecado, es sólo por ignorancia y no por malicia». El asunto cobró gran impulso alrededor de 1643, cuando Madelaine y otras religiosas fueron amenazadas con la hoguera. Finalmente Bavent fue encerrada en la prisión de Évreux, si bien tras la muerte del obispo de la ciudad, François de Péricard, quien además era su confesor, fue enviada a la prisión de Ruan, donde murió en 1652.

## Legado
La vida y actos de Madelaine, similares a los de Juana de los Ángeles, revelan que padecía trastornos de conducta, histeria y alucinaciones eróticas vinculadas con la religión, lo que Sarane Alexandrian define como «erotismo cristiano esotérico». A día de hoy resulta difícil establecer si su personalidad estaba dominada por una gran ingenuidad o por cierta hipersexualidad, pues la propia Madelaine llegó a declarar: «... ya sea por mi falta de espíritu, o por mi libertinaje».